# جبرند
جبرند هي قرية في مقاطعة سردشت، إيران. يقدر عدد سكانها بـ 192 نسمة بحسب إحصاء 2016.